# Simon Francis
Simon Charles Francis (Nottingham, 16 februari 1985) is een Engels voormalig voetballer die doorgaans speelde als rechtsback. Tussen 2002 en 2020 was hij actief voor Bradford City, Sheffield United, Grimsby Town, Tranmere Rovers, Southend United, Charlton Athletic en Bournemouth.

## Spelerscarrière
Francis werd als jeugdspeler afgewezen door zowel Notts County als Nottingham Forest. Hierop sloot hij zich in 2002 aan bij Bradford City. De rechtsback debuteerde voor Bradford op 16 november 2002, toen met 3–0 verloren werd op bezoek bij Nottingam Forest. Francis begon in de basis naast onder meer Robert Molenaar en speelde het gehele duel mee. In 2004 zat Bradford in de financiële problemen en daardoor moesten ze Francis verkopen. De rechtsback kon kiezen tussen Charlton Athletic, Sheffield United en Sunderland. Uiteindelijk viel zijn keuze op Sheffield, waar hij kwam te spelen onder manager Neil Warnock.
Bij Sheffield kwam Francis nooit verder dan dertien competitiewedstrijden en het seizoen 2005/06 bracht hij grotendeels door op huurbasis voor Grimsby Town en Tranmere Rovers. In de zomer van 2006 besloot hij om Sheffield United achter zich te laten en hij ging een niveau lager spelen, toen hij op 13 juni tekende voor Southend United, dat uitkwam in de League One. De verdediger ondertekende een verbintenis voor de duur van drie jaar. In juni 2008 werd hij in eerste instantie op de transferlijst geplaatst omdat er geen nieuw contract kwam. Hij wilde echter wel zijn contract verlengen. Twee weken later gebeurde dat en werd zijn verbintenis verlengd tot de zomer van 2011.
In januari 2010, vijf maanden voor het aflopen van zijn contract, bereikte Southend een akkoord met een club uit het Championship voor een transfer van de verdediger, maar Francis en de club kwamen er niet uit. Later werd bekend dat het ging om Peterborough United. Aan het einde van het seizoen 2009/10 degradeerde Southend naar de League Two. Francis liet daarop weten de club niet te willen verlaten. Ondanks dat, verlengde hij zijn contract niet bij de degradant. Drie weken later werd een aanbieding van Brentford voor de vleugelverdediger geaccepteerd door de club. Die transfer liep op niets uit en op 8 juli 2010 werd zijn verbintenis ontbonden door de clubleiding, zodat hij een nieuwe club kon vinden.
Aan het einde van diezelfde maand vond Francis onderdak bij Charlton Athletic, dat hem zes jaar daarvoor, in 2004, ook al over had willen nemen. Voor Charlton speelde hij vierendertig wedstrijden in de League One. Na zijn eerste jaar kwam de verdediger minder in actie en op 7 november 2011 werd hij op huurbasis overgenomen door Bournemouth. De overstap werd in januari 2012 definitief gemaakt. In het seizoen 2012/13 werd promotie naar het Championship behaald en Francis werd aan het einde van het seizoen beloond doordat zijn teamgenoten hem kozen als 'Speler van het Jaar'. In de zomer van 2014 verlengde hij zijn verbintenis bij de club tot medio 2017.
Op 27 april 2015 bereikte Francis zijn tweede promotie met Bournemouth. Na een 3–0 overwinning op Bolton Wanderers was promotie nog niet officieel zeker, maar tenzij nummer drie Middlesbrough negentien doelpunten verschil in zou halen, promoveert Bournemouth voor het eerst in de clubgeschiedenis naar de Premier League. Op 2 mei won Bournemouth met 0–3 van Charlton Athletic, waarmee de titel in het Championship werd gepakt. Na drie seizoenen in de Premier League, waarin Francis telkens meer dan dertig competitiewedstrijden speelde, verlengde de verdediger en aanvoerder zijn verbintenis tot medio 2020. Het jaar 2018 eindigde rampzalig voor Francis. Op Boxing Day liep hij een zware knieblessure op. In de met 5-0 verloren uitwedstrijd tegen Tottenham Hotspur scheurde Francis de voorste kruisband van zijn rechterknie af, waardoor hij 6 tot 9 maanden out was. Francis was op 18 september 2019 weer helemaal fit en speelde mee in een vriendschappelijke wedstrijd tegen amateurclub Basingstoke Town. Francis maakte zijn rentree in de Premier League pas op 23 november 2019 tegen Wolverhampton Wanderers, een 1–2 thuisnederlaag. Francis werd uitgesloten nadat hij een tweede gele kaart in ontvangst nam voor een overtreding op Wolverhampton Wanderers-aanvaller Diogo Jota. Aan het einde van het seizoen 2019/20 liep de verbintenis van Francis af, net als die van reserve-aanvoerder Andrew Surman. Beide contracten werden niet verlengd, waarop Francis besloot een punt achter zijn actieve loopbaan te zetten.

## Clubstatistieken
| Seizoen | Club              | Competitie     | Competitie | Competitie | Beker | Beker | Internationaal | Internationaal | Totaal | Totaal |
| Seizoen | Club              | Competitie     | Wed.       | Dlp.       | Wed.  | Dlp.  | Wed.           | Dlp.           | Wed.   | Dlp.   |
| ------- | ----------------- | -------------- | ---------- | ---------- | ----- | ----- | -------------- | -------------- | ------ | ------ |
| 2002/03 | Bradford City     | Championship   | 24         | 1          | 0     | 0     | —              | —              | 24     | 1      |
| 2003/04 | Bradford City     | Championship   | 30         | 0          | 0     | 0     | —              | —              | 30     | 0      |
| 2003/04 | Sheffield United  | Championship   | 6          | 0          | 1     | 0     | —              | —              | 7      | 0      |
| 2004/05 | Sheffield United  | Championship   | 6          | 0          | 1     | 0     | —              | —              | 7      | 0      |
| 2005/06 | Sheffield United  | Championship   | 1          | 0          | 0     | 0     | —              | —              | 1      | 0      |
| 2005/06 | → Grimsby Town    | League Two     | 5          | 0          | 0     | 0     | —              | —              | 5      | 0      |
| 2005/06 | → Tranmere Rovers | League One     | 17         | 1          | 0     | 0     | —              | —              | 17     | 1      |
| 2006/07 | Southend United   | Championship   | 40         | 1          | 4     | 0     | —              | —              | 44     | 1      |
| 2007/08 | Southend United   | League One     | 29         | 2          | 4     | 1     | —              | —              | 33     | 3      |
| 2008/09 | Southend United   | League One     | 45         | 0          | 3     | 0     | —              | —              | 48     | 0      |
| 2009/10 | Southend United   | League One     | 45         | 1          | 3     | 0     | —              | —              | 48     | 1      |
| 2010/11 | Charlton Athletic | League One     | 34         | 0          | 6     | 0     | —              | —              | 40     | 0      |
| 2011/12 | Charlton Athletic | League One     | 0          | 0          | 2     | 0     | —              | —              | 2      | 0      |
| 2011/12 | Bournemouth       | League One     | 28         | 0          | 4     | 0     | —              | —              | 32     | 0      |
| 2012/13 | Bournemouth       | League One     | 42         | 1          | 6     | 0     | —              | —              | 48     | 1      |
| 2013/14 | Bournemouth       | Championship   | 46         | 1          | 4     | 0     | —              | —              | 50     | 1      |
| 2014/15 | Bournemouth       | Championship   | 42         | 1          | 4     | 0     | —              | —              | 46     | 1      |
| 2015/16 | Bournemouth       | Premier League | 38         | 0          | 4     | 0     | —              | —              | 42     | 0      |
| 2016/17 | Bournemouth       | Premier League | 34         | 0          | 1     | 0     | —              | —              | 35     | 0      |
| 2017/18 | Bournemouth       | Premier League | 32         | 0          | 2     | 0     | —              | —              | 34     | 0      |
| 2018/19 | Bournemouth       | Premier League | 17         | 0          | 3     | 0     | —              | —              | 20     | 0      |
| 2019/20 | Bournemouth       | Premier League | 15         | 0          | 3     | 0     | —              | —              | 18     | 0      |
| Totaal  | Totaal            | Totaal         | 576        | 9          | 55    | 1     | 0              | 0              | 631    | 10     |

## Erelijst
| Championship | 1 | 2014/15 |